# Juegos Deportivos Nacionales de Chile de 2024
Los Juegos Deportivos Nacionales y Paranacionales de Chile de 2024 fueron la quinta edición de los juegos multidisciplinarios interregionales de aquel país. Se disputaron en la región de La Araucanía, siendo la primera vez que se desarrollan en esta región, con Temuco como sede principal y Padre Las Casas, Pucón y Villarrica como subsedes
Se desarrollaron entre el 22 de septiembre y 6 de octubre de 2024 y fueron los V Juegos Deportivos Nacionales y los IV Paranacionales.
Estos juegos albergaron 16 deportes convencionales y 6 adaptados. La región Metropolitana de Santiago se adjudicó el primer puesto del medallero al obtener 49 medallas de oro.
Estos juegos convocaron a más de 3 mil deportistas de todo Chile, en sus 22 disciplinas. El presupuesto ascendió a $3.500 millones, de los cuales $2.000 millones fueron aportados por el IND, $1.000 millones por el Gobierno Regional de La Araucanía y $500 millones por la Municipalidad de Temuco.

## Medallero[5]
| Núm. | Región             | Oro | Plata | Bronce | Total |
| ---- | ------------------ | --- | ----- | ------ | ----- |
| 1    | Metropolitana      | 49  | 43    | 28     | 120   |
| 2    | Valparaíso         | 16  | 21    | 26     | 63    |
| 3    | Araucanía          | 14  | 14    | 21     | 49    |
| 4    | Bío-Bío            | 13  | 9     | 14     | 36    |
| 5    | Los Lagos          | 12  | 6     | 11     | 29    |
| 6    | Magallanes         | 8   | 3     | 6      | 17    |
| 7    | Los Ríos           | 7   | 8     | 6      | 21    |
| 8    | Maule              | 6   | 7     | 12     | 25    |
| 9    | O'Higgins          | 6   | 5     | 10     | 21    |
| 10   | Aysén              | 4   | 5     | 9      | 18    |
| 11   | Arica y Parinacota | 3   | 4     | 3      | 10    |
| 12   | Atacama            | 3   | 1     | 7      | 11    |
| 13   | Ñuble              | 2   | 11    | 9      | 22    |
| 14   | Coquimbo           | 2   | 4     | 7      | 13    |
| 15   | Tarapacá           | 2   | 3     | 10     | 15    |
| 16   | Antofagasta        | 1   | 4     | 4      | 9     |